# Religionen in Israel
Israel definiert sich seit seiner Unabhängigkeitserklärung als ein jüdischer und demokratischer Staat. Gemäß Angaben des israelischen Zentralbüros für Statistik waren im Jahr 2005 insgesamt 75,4 % der Bevölkerung Juden, 16,9 % Muslime, 2,0 % Christen und 1,6 % Drusen. Die restlichen 4 % waren nicht religiös eingeordnet oder gehörten kleineren religiösen Gemeinschaften an, wie etwa den Bahai.

## Judentum

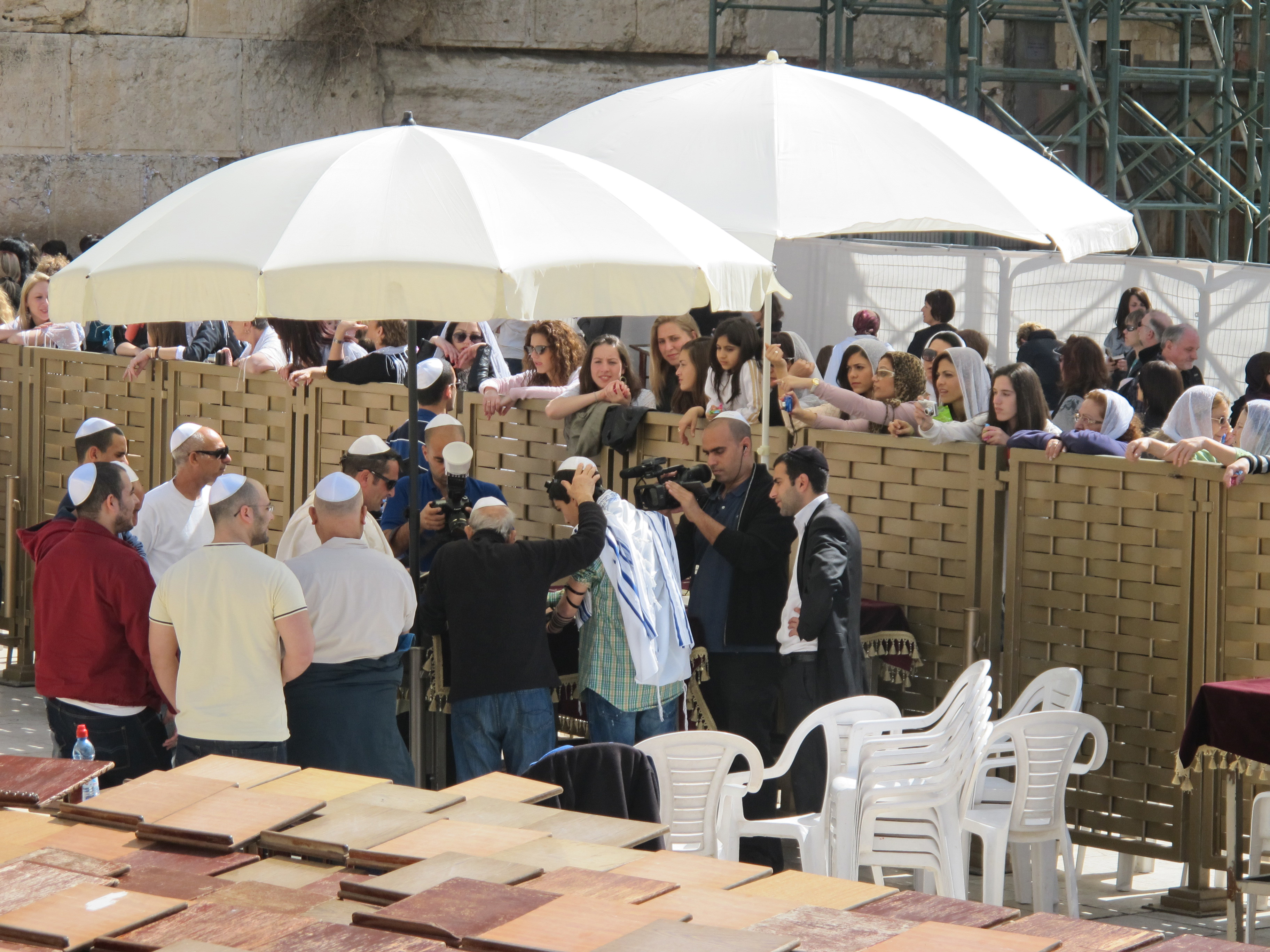
Bar Mitzwa an der Westmauer. Der Platz vor der Mauer gilt als Synagoge; deshalb ist nach orthodoxem Verständnis Geschlechtertrennung mit Hilfe einer Mechitza notwendig

Der Staat Israel bezieht sich in seinen nationalen Symbolen explizit auf die jüdische Religion: Die Flagge erinnert an den Tallit, das Staatswappen an die Menora, einen Kultgegenstand des im Jahr 70 von römischen Soldaten zerstörten Jerusalemer Tempels. Jüdische Feiertage sind in Israel nationale Feiertage, der Sabbat ist der öffentliche Ruhetag. Für das jüdische Volk und das Judentum spielt Jerusalem seit alters her eine herausragende Rolle. Dies hat eine nationale Komponente, nach biblischen Überlieferungen war Jerusalem die Hauptstadt des Davidisch-salomonischen Großreichs, sowie eine religiöse: auf dem Tempelberg stand das zentrale Heiligtum, bis es im Jahr 70 n. Chr. zerstört wurde. Die Westmauer ist ein Überrest der äußeren Umfassungsmauer des herodianischen Tempels.
Das Rückkehrgesetz, unter dem Eindruck des Holocaust formuliert, definiert „Judesein“ im Sinne der NS-Rassengesetzgebung: „Wer auch immer von den Nationalsozialisten Jude genannt und in die Todeslager geschickt wurde, sollte im neu gegründeten Staat Israel Zuflucht finden.“ Das Recht, nach Israel einzuwandern, wurde jedem gewährt, der einen jüdischen Großelternteil hatte, und dem Ehepartner eines so Einwanderungsberechtigten. Das bedeutete, dass manche Menschen, die persönlich keinen Bezug zum Judentum haben, trotzdem dieses Rückkehrrecht wahrnehmen konnten. Andererseits hat das orthodoxe israelische Oberrabbinat eine andere, strengere Definition von Judesein, so dass manche unter dem Rückkehrrecht eingewanderte Personen in Israel nicht als Juden gelten und daher auch keine Ehe mit einem jüdischen Partner schließen können: insbesondere Einwanderer mit einem jüdischen Vater und einer nichtjüdischen Mutter sowie Einwanderer, die außerhalb Israels zum Judentum konvertiert sind, sofern dies in liberalen oder konservativen Synagogen geschah, die das israelische Oberrabbinat nicht anerkennt. Das Oberste Gericht hat bisher den Schritt nicht vollzogen, Konversionen zum Judentum anzuerkennen, die in nicht-orthodoxen jüdischen Gemeinden durchgeführt wurden. Ein Zusatz zum Rückkehrgesetz schließt zur Einwanderung nach Israel berechtigte Personen 1970 aus, wenn sie freiwillig zu einer anderen Religion konvertiert sind. Nach dem jüdischen Religionsgesetz gilt ein Konvertit aber weiterhin als „jüdisch“.
Nach einem Survey des Pew Research Center (2014/2015) beschreiben jüdische Israelis ihre persönliche Religiosität folgendermaßen:
- 49 % säkular (chiloni),
- 29 % traditionell (masorti),
- 13 % modern-orthodox (dati),
- 9 % ultra-orthodox (charedi).

Seit 2002 verzeichneten die meist kinderreichen Charedim ein prozentuales Wachstum ihrer Bevölkerungsgruppe von 6 auf 9 %, die Masortiim einen leichten Rückgang, während die beiden anderen Gruppen etwa konstant blieben. Das Durchschnittsalter ist bei den Säkularen signifikant höher. Die beiden traditionellen jüdischen Subgruppen der Sephardim und Aschkenasim lassen sich dieser Einteilung so zuordnen, dass Aschkenasim eher säkular oder aber ultra-orthodox sind, Sephardim eher traditionell oder modern-orthodox. Sehr hohe religiöse Observanz (z. B. tägliches Gebet, wöchentlicher Synagogenbesuch) zeichnet die Ultra-Orthodoxen aus, etwas geringere Werte gaben die Modern-Orthodoxen an. Die Masortiim sind in dieser Hinsicht eine inhomogene Gruppe, unter denen es sowohl Personen gibt, die täglich beten, aber auch 30 %, die angeben, nie zu beten. Sie sind auch die Gruppe mit den meisten sozialen Kontakten in andere jüdische Subgruppen.
Eine Mehrheit der Orthodoxen (69 %) und Ultra-Orthodoxen (86 %) fände es gut, wenn das Religionsgesetz (Halacha) staatliches Recht würde, was aber von einer Mehrheit der Traditionellen (57 %) und vor allem der Säkularen (90 %) abgelehnt wird. Diese Einschätzung bestätigt sich, wo in der Studie die Meinung zu konkreten Themen, z. B. Geschlechtertrennung im öffentlichen Nahverkehr, erfragt wurde. Eine Erlaubnis für Rabbiner des Reformjudentums und des konservativen Judentums, Trauungen in Israel vorzunehmen, wird von einer großen Mehrheit der Ultraorthodoxen (96 %) und Modern-Orthodoxen  (87 %), aber auch 70 % der Masortiim abgelehnt und hätte nur unter den Säkularen eine Mehrheit; sogar in dieser Gruppe sind allerdings 28 % der Befragten für eine Alleinzuständigkeit der orthodoxen Rabbiner. Bei politischen Fragen verortet sich die große Gruppe der Säkularen in der politischen Mitte, während die Modern-Religiösen weiter rechts stehen als Traditionelle und Ultra-Orthodoxe.

## Islam

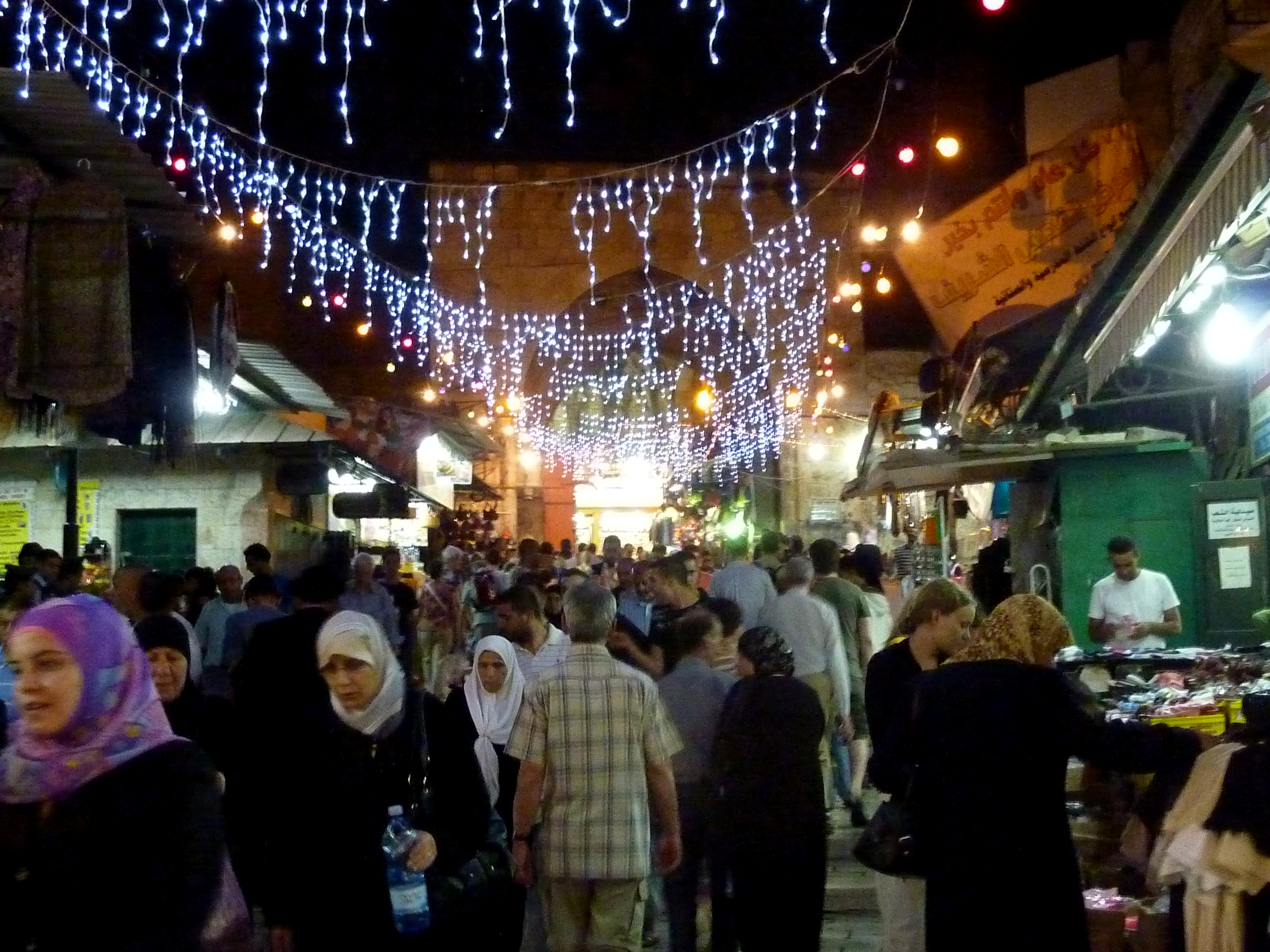
Ramadan-Dekoration in Jerusalem (2010)

Die Al-Aqsa-Moschee gilt Muslimen als die drittwichtigste Moschee des Islam (nach den Moscheen in Mekka und Medina). Die meisten israelischen Muslime sind ethnische Araber oder arabischsprachig und gehören der sunnitischen Richtung an; ihr Anteil an der Gesamtbevölkerung Israels ist von 9 % (1949) auf 18 % (2014) gestiegen. Sie leben in Kleinstädten und Dörfern vor allem in Galiläa (wo sie über 50 % der Bevölkerung stellen), in der Region Meschulasch, sowie im Negev; in der letztgenannten Wüstenregion handelt es sich meist um Beduinen.
Nach der Pew-Befragung von 2014/2015 sind die Muslime unter den vier Hauptgruppen (Juden, Muslime, Christen, Drusen) diejenige mit der höchsten religiösen Observanz, so gaben z. B. 61 % an, täglich zu beten, und etwa die Hälfte der Muslime besucht mindestens einmal pro Woche die Moschee. Die jüngeren Befragten waren deutlich weniger religiös praktizierend als die älteren, ein Unterschied zum jüdischen Bevölkerungsteil, wo in dieser Hinsicht kein Unterschied der Altersgruppen festgestellt wurde.
Von der arabischen Minderheit (hierzu zählen auch Christen und Drusen) wird Diskriminierung von verschiedenen Personengruppen stärker als Problem der israelischen Gesellschaft wahrgenommen als von der jüdischen Mehrheitsbevölkerung; besonders seien muslimische Israelis diskriminiert – meinen 79 % der Araber, aber nur 21 % der Juden. Etwa ein Drittel der befragten Muslime nannte eigene, aktuelle Diskriminierungserfahrungen.
Aufgrund der in Israel herrschenden Religionsfreiheit besteht in Haifa die einzige Moschee der Ahmadiyya-Bewegung im Nahen Osten; der Vorgängerbau der heutigen Mahmud-Moschee wurde 1934 errichtet. Diese Moschee ist das Zentrum des zu 70 % von Ahmadis bewohnten Stadtteils Kababir.
Auf den Golanhöhen gibt es ein Dorf mit Alawiten.

## Christentum

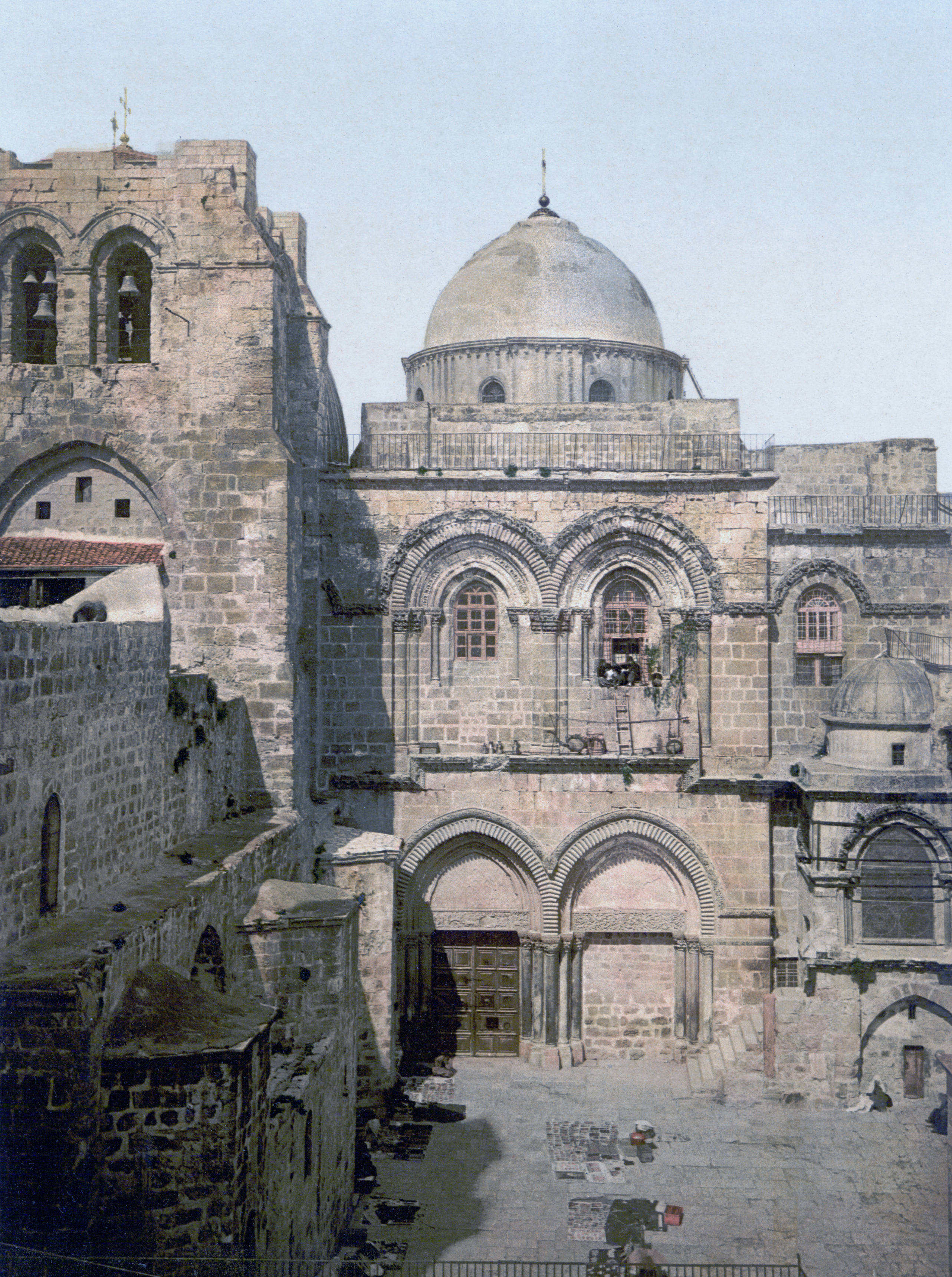
Historisches Foto des Eingangs der Grabeskirche

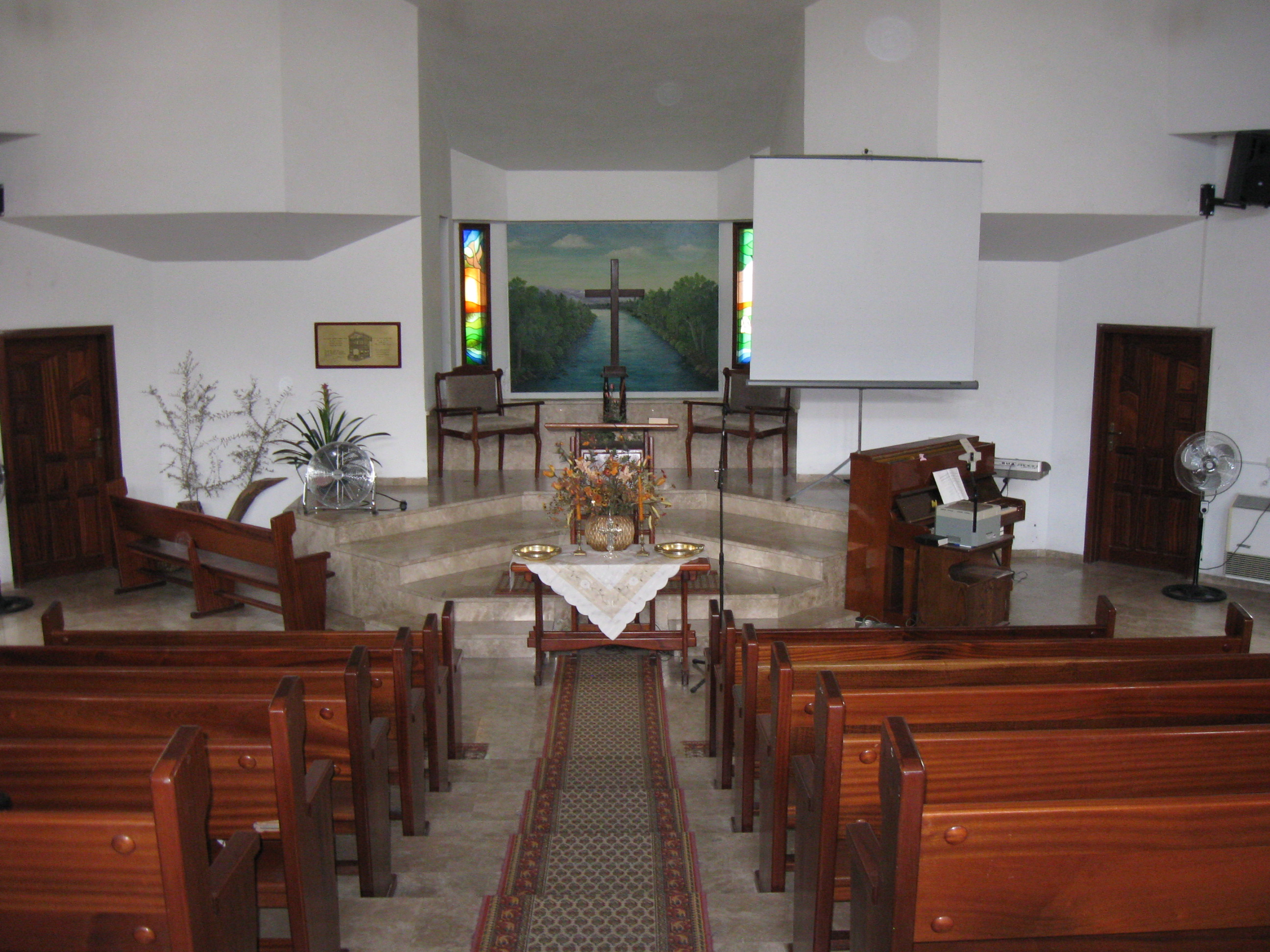
Inneres der Baptistenkirche in Nazareth

Seit der Spätantike gelten die Grabeskirche in Jerusalem und die Geburtskirche in Bethlehem als heiligste Stätten der Christenheit und sind Ziel von Pilgerfahrten. Die Christen sind in Israel eine kleine Minderheit. Ende 2019 lebten 177.000 Christen in Israel, das entspricht einem Bevölkerungsanteil von 2,0 %. Rund 137.000 (77,5 %) von ihnen sind arabische Christen, rund 40.000 (22,5 %) sind nicht-arabische Christen. 70,6 % der arabischen Christen leben im Nordbezirk, der den größeren Teil von Galiläa umfasst. 13,3 % der arabischen Christen leben in Haifa und 9,5 % in Jerusalem. Die Städte mit der größten Zahl von Christen sind Nazareth (21.900 Christen), Haifa (16.100 Christen), Jerusalem (12.700 Christen) und Schefar’am (10.300 Christen).
Der Anteil der einzelnen Konfessionen an der christlichen Bevölkerung in Israel wird seitens der israelischen Regierung folgendermaßen geschätzt:
- 42 % Melkitisch Griechisch-katholische Kirche;
- 32 % Griechisches Patriarchat von Jerusalem;
- 13 % Lateinisches Patriarchat von Jerusalem;
- 7 % Maroniten (nach dem Rückzug der israelischen Armee aus dem Libanon (2000) nahm Israel die Familien christlicher Soldaten der Südlibanesischen Armee auf, die etwa ein Fünftel der Maroniten im Lande ausmachen.[4])
- 4,4 % Protestanten, darunter Anglikaner, Lutheraner und Baptisten.

Zehn christliche Konfessionen sind von der israelischen Regierung offiziell anerkannt, d. h. die Geistlichen dieser Konfessionen können Amtshandlungen wie Eheschließungen und Scheidungen durchführen. Dabei handelt es sich um orthodoxe und orientalische Kirchen, die römisch-katholische Kirche und mit Rom unierte Kirchen. Seit 1970 hat die (anglikanische) Episkopalkirche als einzige Konfession aus dem protestantischen Spektrum diesen Status.
2014 schuf die Knesset die Möglichkeit für einen Teil der christlichen Staatsbürger, sich selbst der ethnisch-religiösen Gruppe der Aramäer zuzuordnen statt dem arabischen Bevölkerungsteil (so genannter Arabischer Sektor). Bedingung hierfür ist die Mitgliedschaft in der maronitischen, griechisch-orthodoxen (melkitischen), griechisch-katholischen (melkitischen), syrisch-katholischen oder syrisch-orthodoxen Kirche. Etwa 200 Familien im Norden Israels machten davon Gebrauch. Die aramäische Identität dieser ethnisch-religiösen Gruppe wird von Seiten der israelischen Regierung in einer historischen Kontinuität zu den Aramäern des antiken Vorderen Orients gesehen und seit der Spätantike durch die Existenz mehrerer aramäischsprachiger christlicher Kirchen auf dem Boden des Byzantinischen Reichs. Das Thema einer vom Arabertum unterschiedenen aramäischen Identität entstand vor dem Hintergrund zunehmender Anfeindungen von meist arabischen Muslimen gegen arabische Christen, wodurch manche der durch die islamische Eroberung der Levante 636 über Jahrhunderte arabisierten Aramäer sich auf verbliebene Eigenheiten ihrer Identität (aramäische Liturgiesprache und kulturelle Tradition) besinnen, was sie als Bürger des demokratischen Israels und mit der 1996 geschaffenen dessen Grenzen nicht überschreitenden Erzeparchie Haifa e Terra Santa tun können, wobei Anfeindungen durch israelische arabische Nationalisten nicht ausbleiben. Auch die Kirchengemeinden in Nazareth und der maronitischen Kathedrale in Haifa pflegen ihr starkes aramäisches Bewusstsein.
Obwohl Aramäer, wie alle christlichen Israelis orientalischer Abkunft, zur Vermeidung von Loyalitätskonflikten von der Wehrpflicht befreit sind, anders als ihre arabisch-drusischen wie auch ihre nichtorientalischstämmigen christlichen Landsleute (etwa ein Viertel der Christen Israels kamen vor allem als Familienangehörige jüdischer Israelis ins Land oder als deren Nachfahren dort zur Welt; sie sind meist hebräischsprachig und zählen kulturell zum so genannten Jüdischen Sektor), steigt die Identifikation aramäischer Israelis mit ihrem Staat und bei den Jungen die Bereitschaft freiwillig zu seiner Verteidigung zu dienen, politisch willkommen, militärisch irrelevant, da Zahal aus Kapazitätsgründen effektiv nur die Hälfte der zunehmend geburtenstarken Jahrgänge israelischer junger Leute im Wehralter einzieht. Zugleich mit der aramäischen kulturellen Rückbesinnung begann das Aramäisch-Maronitische Zentrum mit Aktionen zur Förderung der aramäischen Sprache.
Die etwa 3000 armenischen Christen leben überwiegend im Armenischen Viertel der Jerusalemer Altstadt. Die Mehrheit der rund 2000 koptischen Christen lebt gleichfalls in Ost-Jerusalem. Auch die äthiopischen Christen wohnen meist im Raum Jerusalem.
Über die Zahl der so genannten messianischen Juden unter den Israelis, die auf rund 80 Gemeinden verteilt sind, gibt es keine verlässlichen Zahlen. Das Oberste Gericht Israels entschied 1989, dass das messianische Judentum eine andere Religion als das jüdische Religion sei und dass Menschen, die messianische Juden geworden sind, daher nach dem Gesetz keinen Anspruch auf Aliyah (Rückkehrgesetz) haben.
Ein Vikariat für hebräisch sprechende Katholiken wurde bereits 1955 gegründet, während die drei von Martin Steiner untersuchten messianischen gemeinden in Jerusalem in den 1980er/1990er Jahren als Hauskreise im Umfeld protestantischer Kirchen entstanden. Als die Jerusalem Baptist Church in der Narkis Street 1982 durch einen Brandanschlag zerstört wurde, machte sich die Gemeinde Roʿe Jisraʾel selbständig und war damit die erste messianische Gemeinde in Israel, die sich nicht in protestantischen Gottesdiensträumen traf.
Die Zeugen Jehovas verweigern wie überall, so auch in Israel den Militärdienst und leisten keinen Eid auf die israelische Fahne. Es sind 1564 missionarisch Aktive aus 27 Gemeinden in Israel tätig.
Die Neuapostolische Kirche in Israel, die der Gebietskirche Süddeutschland zugeordnet ist, hat sieben Gemeinden und etwa 700 Mitglieder. Im November 1985 weihte Stammapostel Richard Fehr einen Kirchenneubau in Nazareth.
Im Mormonismus hat das Land Israel große theologische Bedeutung, seit Orson Hyde 1841 auf dem Ölberg das Land der „Sammlung der versprengten Reste Judas“ weihte. Hyde wurde später Präsident des Kollegiums der Zwölf Apostel. In dieser Tradition richtete die Brigham Young Universität ein Jerusalemzentrum für Nahoststudien ein, das 1981 mit Billigung der israelischen Regierung auf dem Ölberg seine Arbeit aufnahm. Bedingung hierfür war, dass sich das Zentrum ausschließlich Bildungs- und kulturellen Aufgaben widmet und auf jede Mission unter israelischen Juden verzichtet.

## Weitere Religionen
Im Norden Israels leben 143.000 Drusen (Stand 2019). Das entspricht einem Anteil von 1,6 % der Einwohner Israels.
Die Karäer, die sich als jüdische Religionsgemeinschaft verstehen und die nicht dem rabbinischen Judentum angehören, werden strenggenommen als nicht-jüdische Religion verstanden. Sie werden aber vom Staat Israel als Juden anerkannt und haben das Recht zur Aliyah.
Die Samaritaner bilden eine eigene Religionsgemeinschaft, die wie das Judentum aus dem Volk Israel hervorgegangen ist. Es gibt heute in Israel (Cholon) und im Westjordanland zwei Gemeinden mit etwa 800 Samaritanern. Seit 1967 ist der Austausch zwischen beiden Gruppen und die gemeinsame Feier des Pessach auf dem Berg Garizim möglich. Samaritaner, die im Westjordanland wohnen, können seit 1996 auf eigenen Wunsch eine doppelte Staatsbürgerschaft (israelisch und palästinensisch) erhalten. Ursprünglich waren die Samaritaner unter dem Rückkehrgesetz inbegriffen und galten in diesem Sinn als Juden. 1992 erklärte die Knesset unter dem Einfluss religiöser Parteien, dass Samaritaner keine Juden seien, sondern Angehörige einer anderen Religion. Das widersprach samaritanischem Selbstverständnis als Nachkommen der antiken Israeliten, und so klagte die Gemeinschaft vor dem Obersten Gerichtshof und erhielt 1997 Recht. Das änderte allerdings nicht die Position des Oberrabbinats, das Samaritaner nicht als Juden anerkennt und daher vor einer Eheschließung mit einem Juden eine formelle Konversion zur Bedingung macht.
Einige hundert Bahai leben in Israel, vor allem in Haifa und in Akko. Hier befinden sich bedeutende Pilgerziele dieser nachislamischen Religion, die das Bahai-Weltzentrum bilden, welches 2008 von der UNESCO zum Weltkulturerbe erklärt wurde.
Im Gegensatz zur öffentlichen Wahrnehmung, dass der Buddhismus durch Arbeitsmigranten aus Asien nach Israel kam, spielten euro-amerikanische Gruppen eine Vermittlerrolle bei der Gründung buddhistischer Kreise in den 1990er Jahren. Während der Israel Vipassana Trust in der Tradition von Satya Narayan Goenka steht und sich als nichtreligiös versteht, verbindet Stephen Fulder (Tovana) buddhistische und jüdische Elemente, wie die Beachtung des Sabbat.

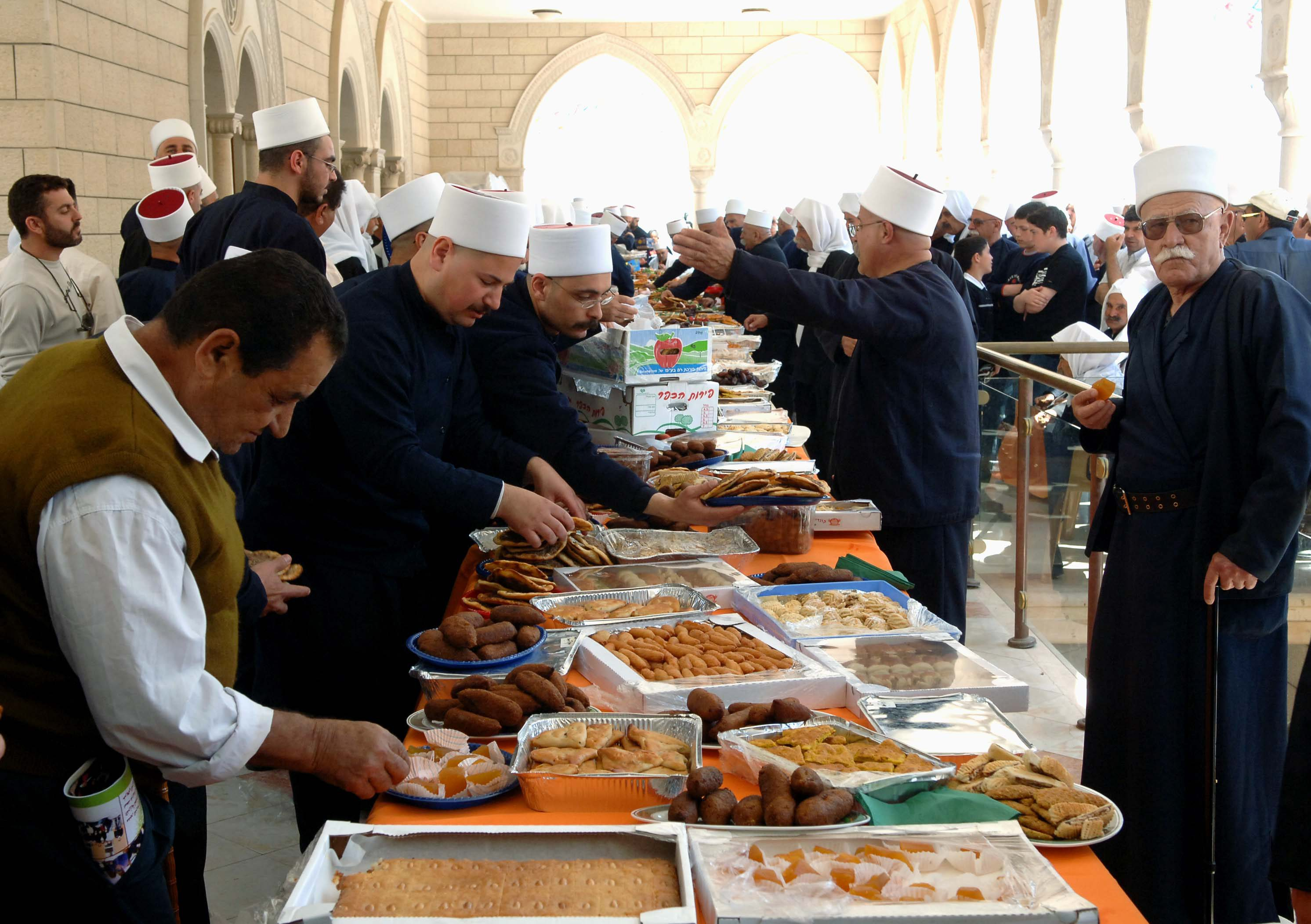
Drusisches Nebi-Shueib-Festival (2005)
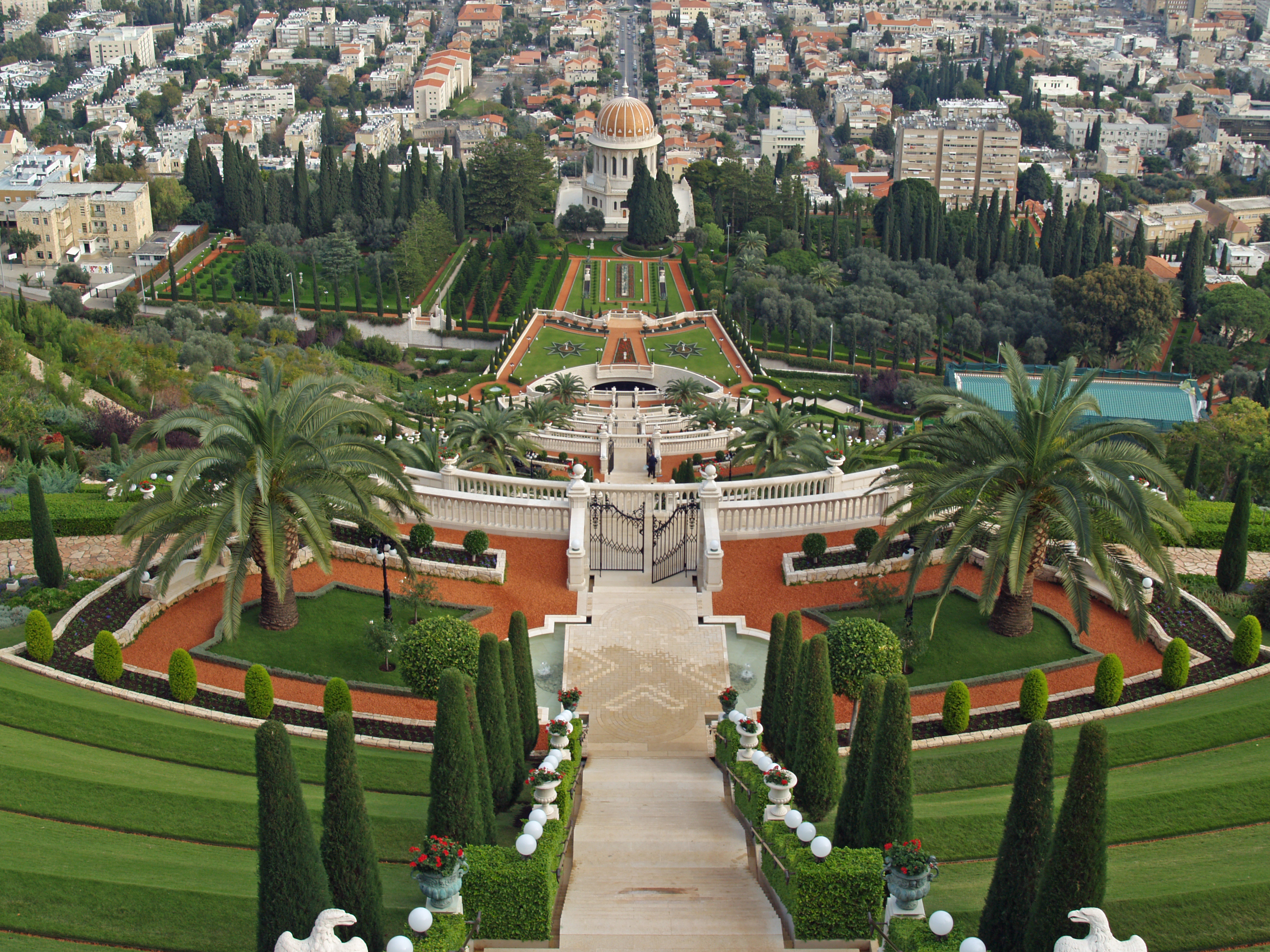
Gärten der Bahai in Haifa
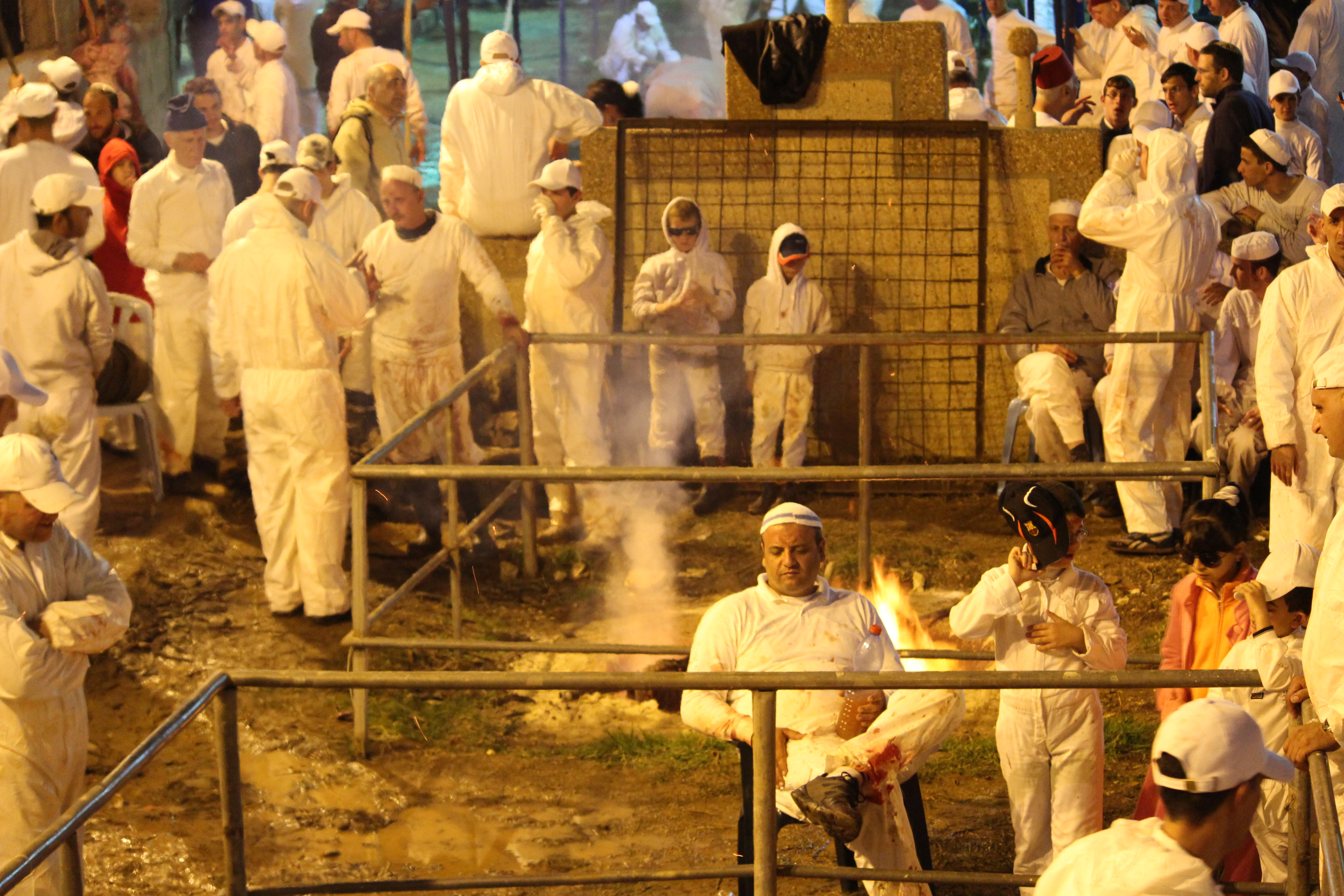
Pessach der Samaritaner auf dem Garizim (2013)

## Religion und säkularer Staat

### Eheschließung und Scheidung

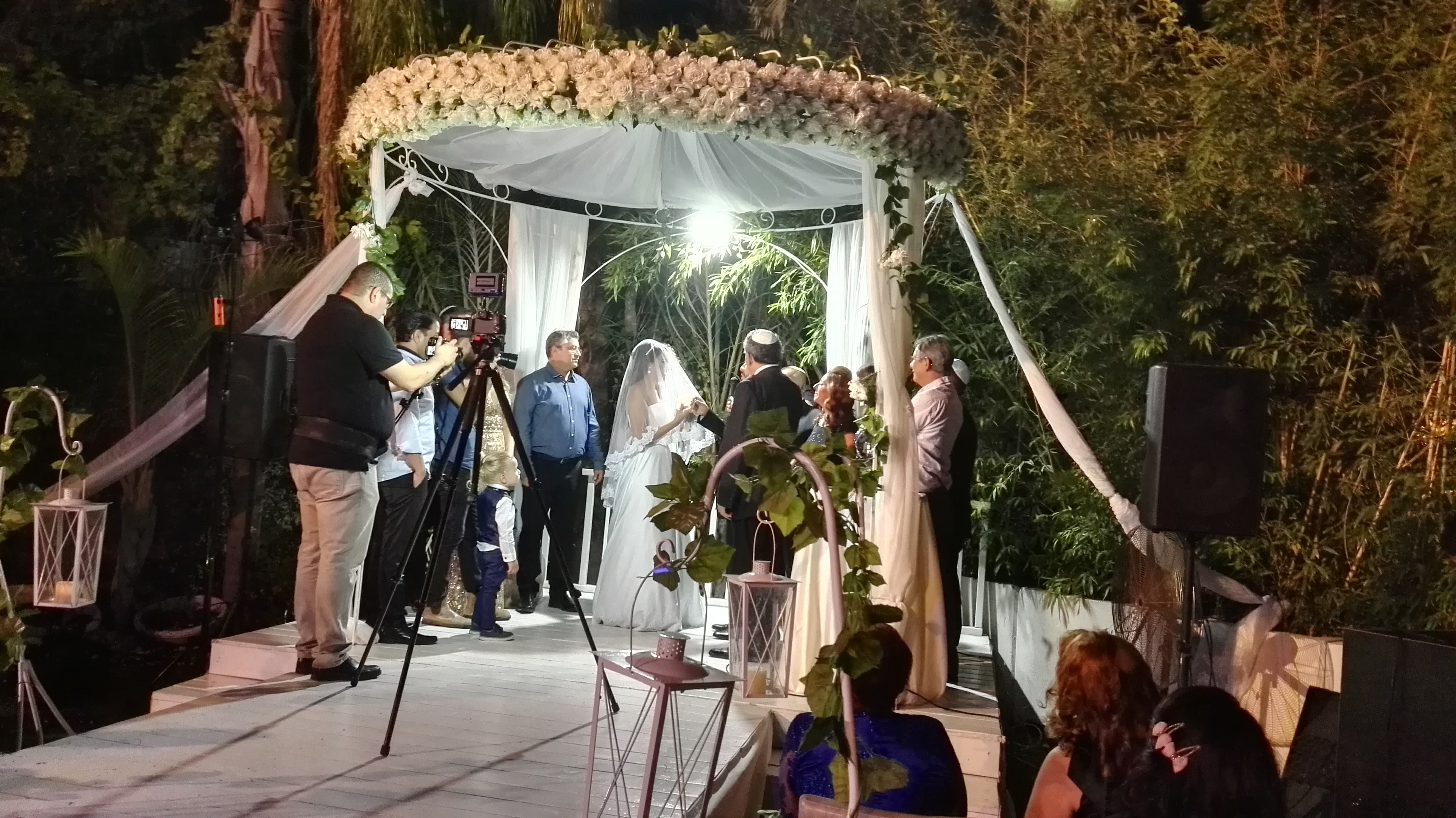
Jüdische Hochzeit in Israel, 2016

Israel ist der einzige demokratische Staat, der Religionsgemeinschaften ein Monopol im Eherecht einräumt. Im Gesetz über die Jurisdiktion rabbinischer Gerichte von 1953 heißt es hierzu: „1. Heirat und Scheidung zwischen jüdischen Bürgern oder Einwohnern von Israel sind unter alleiniger Jurisdiktion der rabbinischen Gerichte. 2. Heirat und Scheidung von Juden in Israel müssen nach jüdischem Religionsgesetz stattfinden.“ Zwar bezieht sich der zitierte Abschnitt nur auf Juden, das Gesetz insgesamt betrifft aber alle Bürger Israels und gibt den jeweiligen Religionsgemeinschaften ein Monopol, Heiraten und Scheidungen vorzunehmen. Das Pendant zum orthodoxen Rabbinat ist für Nichtjuden je nach Religionszugehörigkeit der Scharia-Gerichtshof (für Muslime), der religiöse Gerichtshof der Drusen, der Bahai oder der von zehn christlichen Konfessionen. „In jeder der vierzehn staatlich anerkannten Religionsgemeinschaften gibt es Nichtgläubige innerhalb der offiziellen Religion. Die nicht-orthodoxen Juden sind am sichtbarsten, weil sie sehr zahlreich sind. Es gibt aber auch offen nicht-orthodoxe Muslime, Drusen, Christen und Bahai. Die religiöse Freiheit dieser Individuen wird durch die aktuellen Strukturen eingeschränkt.“
Das jüdische Religionsgesetz sieht eine gemischt-religiöse Ehe nicht vor. Für Israelis, deren Status als Juden unklar ist, besteht nicht die Möglichkeit einer jüdischen Heirat.
Für säkulare israelische Juden ist die religiöse Trauung möglicherweise nicht kompatibel mit ihren persönlichen Überzeugungen:
- Es gibt Einschränkungen bei der Wahl der Ehepartner (unter anderem müssen diese jüdisch sein; ein Kohen darf keine geschiedene Frau heiraten);
- Die Braut muss vor der Trauung ein Ritualbad (Mikwe) besuchen;
- Die Zeremonie hat patriarchale Elemente.

Im Urteil Funk-Schlesinger v. Minister of Interior entschied der Oberste Gerichtshof 1962, dass der israelische Zivilstandsbeamte verpflichtet sei, eine im belgischen Konsulat in Zypern zwischen einer belgischen Katholikin und einem israelischen Juden geschlossene Zivilehe zu registrieren, ohne ihre Gültigkeit nach israelischem Recht zu überprüfen; damit traf das Gericht aber ausdrücklich keine Entscheidung zur materiellrechtlichen Gültigkeit einer solchen Ehe.
Ein Schritt in diese Richtung wurde allerdings 2003 im Fall einer in Zypern geschlossenen Zivilehe getan, als der Ehemann die Scheidung von seiner Frau bei einem rabbinischen Gericht einreichte. Das Gericht erklärte die Ehe für geschieden, so dass beide Partner die Möglichkeit einer neuen Eheschließung hatten; es wurde darauf verzichtet, einen Scheidebrief auszustellen, wie es jüdischem Recht eigentlich entsprochen hätte. Die Ehefrau rief gegen diese Scheidung das Oberste Gericht an; dieses forderte das oberste Rabbinatsgericht auf, dieses Vorgehen zu erläutern. Das oberste Rabbinatsgericht erklärte, dass ein jüdisches Paar, das aus freiem Willen eine Zivilehe einer jüdischen Trauung vorzog, durch diesen Akt die Halacha zurückwies und den Willen bekundete, nicht nach jüdischem Recht verheiratet zu sein. Das jüdische Recht enthält auch Vorschriften über die Eheschließung von Nichtjuden, da zu den Noachidischen Geboten, die für alle Menschen bindend sind, das Verbot des Ehebruchs gehört. Seit Maimonides gilt für diesen Bereich des jüdischen Rechts, dass Eheschließungen und Scheidungen unter Nichtjuden als halachisch gültig betrachtet werden, wenn sie im Einklang mit den Gesetzen der jeweiligen Gesellschaft sind. Das Gericht betrat aber Neuland, indem es erklärte, dass israelische Juden auf zweierlei Weise heiraten könnten, entweder als Juden oder als Noachiden. Wenn sie durch eine Zivilehe im Ausland Letzteres wählten, sei ihre Ehe halachisch gültig und damit auch durch ein rabbinisches Gericht auflösbar. Die Praxis rabbinischer Gerichte seit 2003 ist aber konservativer und betrachtet den halachischen Status von Zivilehen als uneindeutig; im Fall einer Scheidung wird dem Ehemann dazu geraten, einen Scheidebrief auszustellen, um eine halachisch eindeutige Situation herzustellen.
Im Jahr 2010 erließ die Knesset das Gesetz über nichtreligiöse Lebenspartnerschaft, das Paaren, die weder nach jüdischem, noch nach muslimischem, drusischen oder christlichen Ritus verheiratet sind, weitgehend gleiche Rechte wie Ehepaaren verleiht.

### Bestattung
Bis in die 1990er Jahre wurden Anträge auf Ausweisung eines säkularen Friedhofs vom Ministerium für religiöse Angelegenheiten stets abgelehnt. Seit dem Recht auf alternative zivile Bestattung von 1996 ist eine säkulare Beisetzung gesetzlich gestattet, allerdings schwierig, da es nur wenige säkulare Friedhöfe gibt. Man kann deshalb noch von einem de-facto-Monopol rabbinischer Autoritäten im Bestattungswesen sprechen.

### Schulwesen
Im ultra-orthodox-jüdischen Segment der israelischen Gesellschaft ist umstritten, ob der Staat ein Kerncurriculum auch in privaten religiösen Schulen festsetzen dürfe. Dafür spricht, dass ein Mangel an säkularer Bildung ein Nachteil auf dem israelischen Arbeitsmarkt ist. Etwa 20 % der Charedi-Elementarschulen und 40 % der Charedi-Oberschulen sind „exempt“, das heißt, das Erziehungsministerium hat kaum einen Einfluss auf den Lehrplan, die Unterrichtsmethoden, die Einstellung von Lehrern oder die Leitung der Schulen. Insgesamt sind (Stand 2019) 332,000 Schüler an ultra-orthodoxen Schulen registriert; die weitaus meisten besuchen aber Schulen, die zu Netzwerken gehören, die den Charedi-Parteien Vereinigtes Tora-Judentum und Schas nahestehen. Hier nimmt man an, dass Allgemeinbildung und damit Qualifikation für den israelischen Arbeitsmarkt gewährleistet ist.

### Militärdienst
Der Religiöse Zionismus betrachtet den Dienst in den Israelischen Verteidigungsstreitkräften (IDF) positiv, geradezu als religiöse Pflicht (Mitzwa): Wer nämlich den Staat Israel gegen seine Feinde verteidige, erfülle das Gebot, Leben zu retten (Pikuach Nefesch). Das stellte die Religiösen Zionisten seit Gründung der Armee vor Herausforderungen: Die Erfahrungen als Soldat führten möglicherweise zu einer säkularen Lebensform, da zeitgebundene religiöse Pflichten wie Gebet, Kaschrut oder Geschlechtertrennung im Militär nicht immer befolgt werden können, oder der orthodox-jüdische Soldat zum sozialen Außenseiter würde. Dem begegnet der Religiöse Zionismus mit speziellen Bildungsprogrammen für Soldaten (Hesder). Frauen mit religiös-zionistischem Hintergrund beantragen meist ihre Befreiung vom Militärdienst aus religiösen Gründen. Etwa 25 % Absolventinnen orthodoxer Oberschulen dienen in der Armee; eine Minderheit davon nimmt an Bildungsprogrammen für Soldatinnen teil (Gar'inim-Programm, Midraschot als Äquivalent für die von Männern besuchten Jeschiwot).

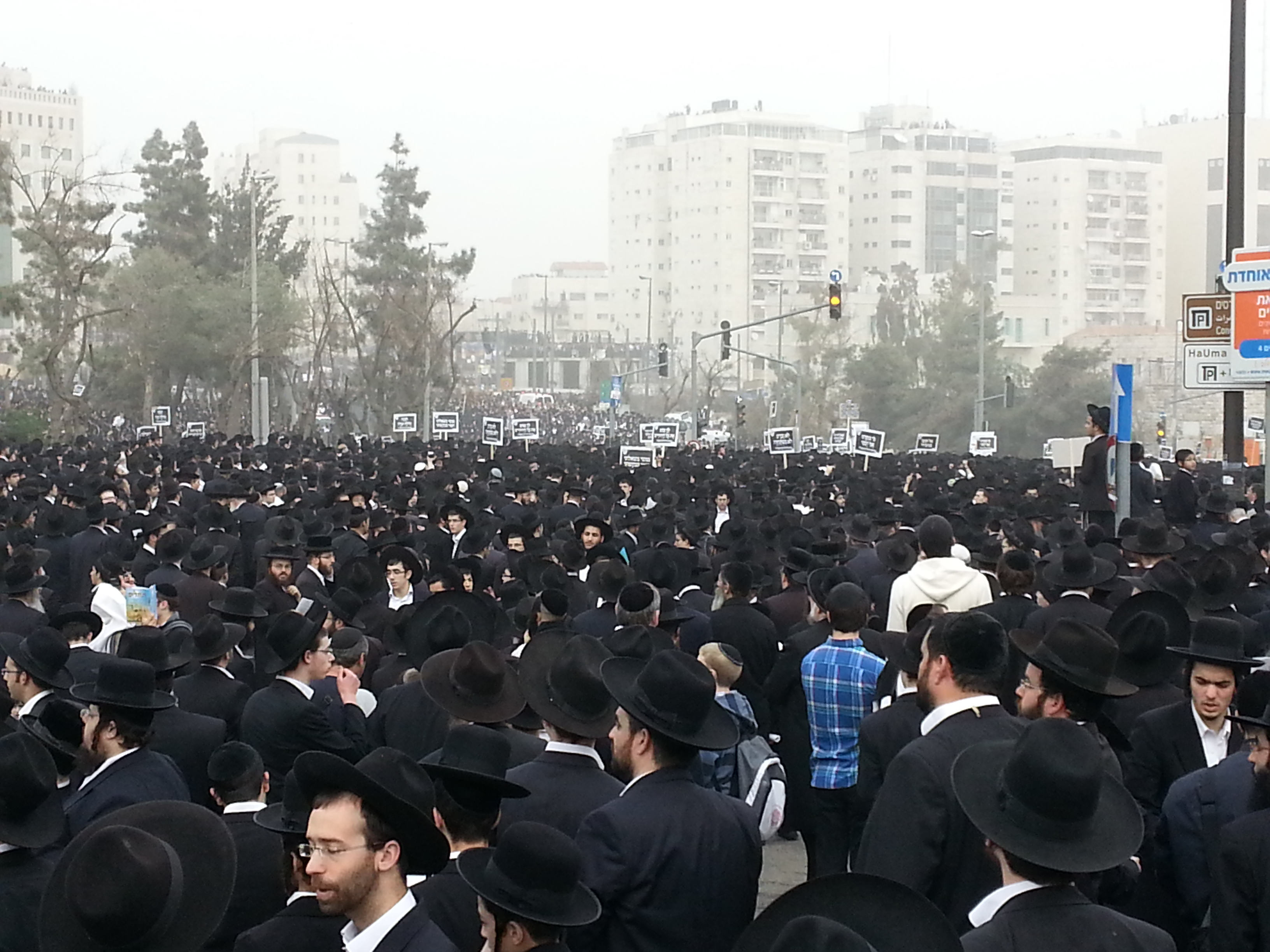
Demonstration von Charedim gegen die Einberufung von Jeschiwa-Studenten zum Wehrdienst, Jerusalem 2014

Im Holocaust vernichtete das nationalsozialistische Deutschland die Hochburgen der Toragelehrsamkeit in Osteuropa. Der Staat Israel stellte Jeschiwa-Studenten vom Militärdienst frei, um eine Bildungstradition fortzuführen, die in ihrer Existenz gefährdet war. An sich ist das Studium an einer Jeschiwa ein Lebensprogramm, das sich mit Berufstätigkeit genauso schwer vereinbaren lässt wie mit dem Militärdienst. In den 1960er Jahren gab es allerdings IDF-Einheiten für Charedi-Männer, die sich nicht als Gelehrte sahen. In den 1970er Jahren nahm das ultraorthodoxe Judentum aber eine striktere Haltung ein, und junge Männer, die den Militärdienst wählten (für Frauen stand das nicht zur Diskussion an), sahen sich der Kritik ihrer Gemeinschaft ausgesetzt. Mit begrenztem Erfolg wurde in den 1990er Jahren ein Programm neu aufgelegt, das Charedim den Dienst in IDF-Einheiten ermöglichen sollte, die besonders auf ihre Lebensweise zugeschnitten waren (Nachal Charedi). In der israelischen Öffentlichkeit wird die Abstinenz der Charedim vom Militärdienst kritisch gesehen. Dass Personen aus dem nationalreligiösen Spektrum in der Armee sehr präsent sind, entwertet das Argument der Charedim, eine religiöse Lebensweise sei mit dem Militärdienst unvereinbar. In den Knesset-Wahlen 2003 trat die Partei Schinui mit dem Wahlziel an, dieses Privileg der Charedim aufzuheben.

### Schutz religiöser Gefühle
Im israelischen Recht ist die vorsätzliche Verletzung religiöser Gefühle anderer Menschen eine Straftat:
„Eine Person wird wegen einer der folgenden Taten mit einem Jahr Haft bestraft: 1. Veröffentlichung eines Werks, das in roher Weise den religiösen Glauben oder das religiöse Gefühl anderer zu verletzen geeignet ist; 2. Äußerung irgendeines Wortes oder Geräuschs an einem öffentlichen Ort und hörbar für andere, welches in roher Weise den religiösen Glauben oder das religiöse Gefühl anderer zu verletzen geeignet ist.“

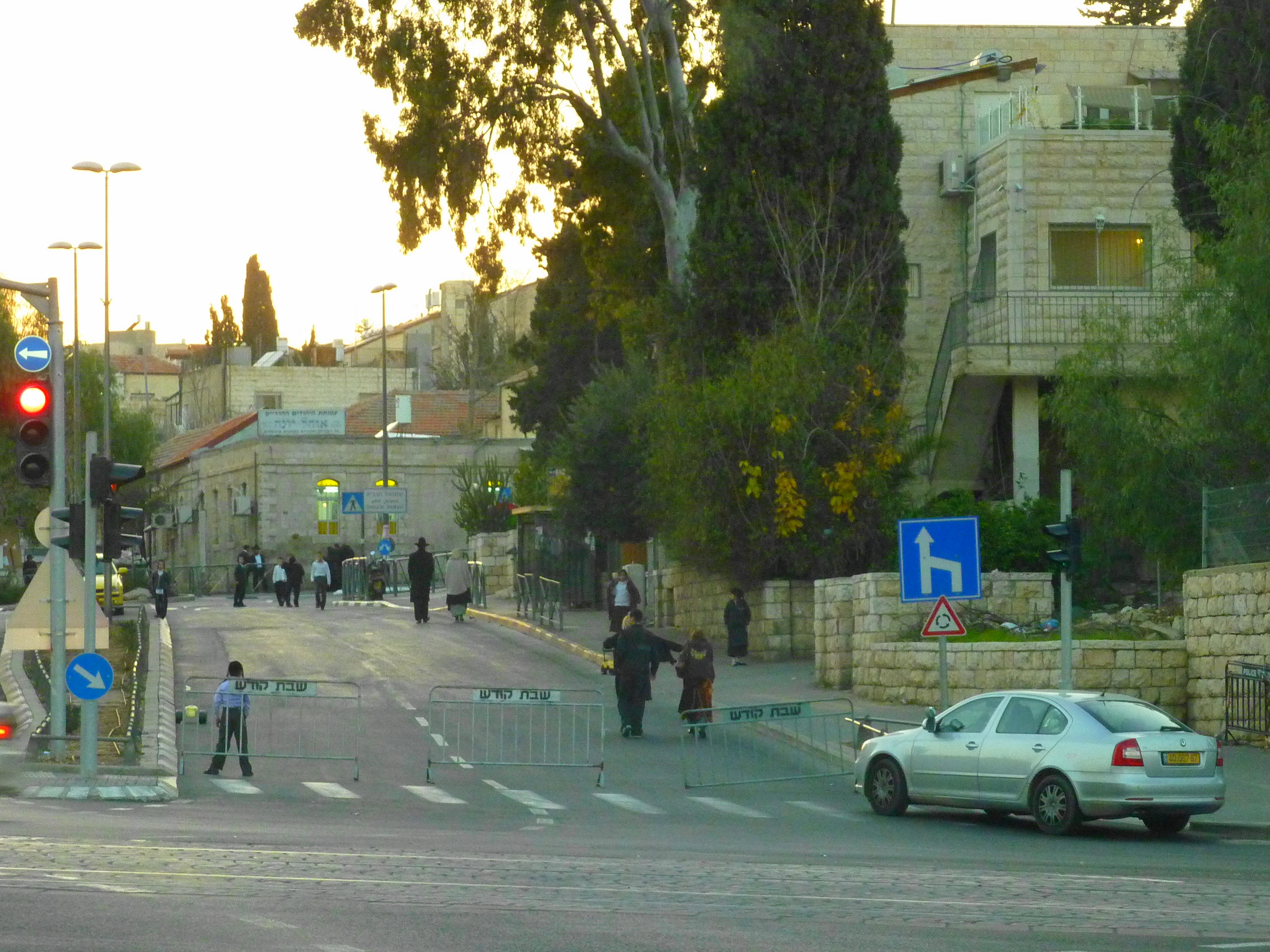
Sperrung einer Straße am Sabbat, Jerusalem 2011

Rechov Bar-Ilan ist eine der Hauptverkehrsstraßen im Norden Jerusalems, die durch hauptsächlich (zu 95 %) von orthodoxen und ultraorthodoxen Juden bewohnte Stadtteile führt. Diese Einwohner strebten die Sperrung der Straße am Sabbat an, da der Verkehr ihre religiösen Gefühle verletze. (Vergleichbare Straßensperrungen an Sabbat und Feiertagen gibt es mehrfach in Jerusalem und Bne Brak.) Sie unterstrichen ihr Anliegen durch Demonstrationen, worauf säkulare Aktivisten Gegendemonstrationen durchführten. Das Verkehrsministerium hatte die Schließung der Straße am Sabbat und an Feiertagen während der Gottesdienstzeiten festgesetzt, beide Seiten klagten dagegen, und das Oberste Gericht bestätigte 1997 die Entscheidung des Verkehrsministeriums. Es erkannte damit an, dass die Anwohner eine besondere Sabbatatmosphäre schaffen wollten, die nicht nur in Privatwohnungen, sondern auch im öffentlichen Raum spürbar sei, und der Straßenlärm diese zerstöre.

### Sabbat im öffentlichen Leben
Bereits während der britischen Mandatszeit gab es im Jischuw Kontroversen über die Einhaltung der Sabbatruhe, und daraus folgten Kompromisslösungen. Zum Beispiel pausierte der öffentliche Nahverkehr am Sabbat außer in Haifa und Eilat, denn dort waren die Religiösen eine Minderheit unter der jüdischen Bevölkerung. Das 1951 verabschiedete Gesetz über die Stunden der Arbeit und der Ruhe ist seitdem Thema von Auseinandersetzungen von Israelis verschiedener religiöser Observanz. Für Orthodoxe wäre ein Sabbat gemäß der Halacha das Ziel, inklusive der Schließung von Restaurants, Kinos und anderer Freizeiteinrichtungen. Für säkulare Israelis zeichnet es den Feiertag aber gerade aus, dass Freizeitangebote vorhanden und mit dem öffentlichen Nahverkehr auch erreichbar sind. Das säkulare Segment der Bevölkerung konnte seine Interessen in den Jahrzehnten seit Einführung des Gesetzes teilweise durchsetzen: In linksliberalen Städten wie Tel Aviv sind viele Geschäfte und Einkaufszentren am Sabbat geöffnet. Die Öffnungszeiten von Freizeiteinrichtungen fallen in die Zuständigkeit der Kommunen und sind daher unterschiedlich. Der Busverkehr ist am Sabbat weitgehend eingestellt, aber Taxiunternehmen arbeiten.